# Jeux d'adultes (film, 1967)
Pour les articles homonymes, voir Jeux d'adultes.
Pour plus de détails, voir Fiche technique et Distribution.
Jeux d'adultes (titre original italien : Il padre di famiglia) est un film franco-italien réalisé par Nanni Loy, sorti en 1967.

## Synopsis
En Italie, après la fin de la Seconde Guerre mondiale, deux architectes, Marco et Paola font connaissance. Paola est séduite par les idées progressistes de Marco et y adhère. Ils se marient, mais les naissances successives de leurs quatre fils amènent Paola à quitter son travail pour les élever. Marco se sent délaissé, puis le temps qui passe use petit à petit sa ferveur sociale et il entame une liaison avec une collègue de travail. Les problèmes engendrés par l'éducation des enfants selon une nouvelle méthode provoquent l'hospitalisation de Paola pour dépression nerveuse. Marco se rend compte qu'il l'aime encore et revient à sa famille.

## Fiche technique
- Titre original : Il padre di famiglia[1]
- Titre français : Jeux d'adultes
- Réalisation : Nanni Loy
- Scénario : Nanni Loy et Ruggero Maccari d'après une histoire de Giorgio Arlorio, Nanni Loy et Ruggero Maccari
- Direction artistique : Carlo Egidi
- Décors : Bruno Cesari
- Costumes : Marcel Escoffier
- Photographie : Armando Nannuzzi
- Montage : Franco Fraticelli
- Musique : Carlo Rustichelli
- Production : Turi Vasile
- Sociétés de production : MN Produzioni Cinematografiche CFC (Italie), Ultra Film (Italie), Marianne Productions (France)
- Société de distribution : Paramount Pictures
- Pays d’origine :  Italie  /  France
- Langue de tournage : italien
- Format : couleur (Eastmancolor) — 35 mm — monophonique
- Genre : Comédie dramatique
- Durée : 115 minutes
- Dates de sortie :
  - Italie : 14 septembre 1967
  - France : 28 mai 1969
- Classification :
  - Italie : Interdit aux moins de 14 ans[1]
  - France : tous publics (visa d'exploitation no 33013 délivré le 12 juin 1968)

## Distribution
- Nino Manfredi : Marco
- Leslie Caron : Paola
- Ugo Tognazzi : Remo
- Claudine Auger : Adriana
- Evi Maltagliati : Luisa
- Marisa Solinas

## Distinctions

### Récompense
- Prix David di Donatello 1968 : Plaque d'or à Nino Manfredi pour son interprétation.

### Nomination
- Ruban d'argent 1968 : Ugo Tognazzi nommé pour le prix du meilleur acteur dans un rôle secondaire par le Syndicat national des journalistes cinématographiques italiens.